# Unspiek Bodissey
Unspiek, baron Bodissey is een personage voorkomend in de boeken van de Amerikaanse sciencefiction-auteur Jack Vance. Unspiek Bodissey is in de boeken van Vance vooral bekend door zijn "magnum opus" Life, in tien delen verschenen bij een van de uitgevers in de Oikumene. Vance "citeert" kleine fragmenten uit Life als introductiemotto's bij een aantal hoofdstukken van zijn boeken, vooral uit de Duivelsprinsen-serie (Demon princes). Ook wordt hij genoemd in the Cadwal Chronicles. Sommigen hebben in hem een alter ego van de auteur gezien.
Citaat uit Life, Deel I, door Unspiek, Baron Bodissey:

"If religions are diseases of the human psyche, as the philosopher Grintholde asserts, the religious wars must be reckoned the resultant sores and cancers infecting the aggregate corpus of the human race. Of all wars, they are waged for no tangible gain, but only to impose a set of arbitrary credos upon another's mind."
(Als het waar is, zoals de filosoof Grintholde claimt, dat religies ziekten van de menselijk geest zijn, dan zijn godsdienstoorlogen de daaruit voortvloeiende zweren en kankers die het collectieve lichaam van het menselijk ras aantasten. Van alle oorlogen, worden zij niet voor het bereiken van een tastbaar doel gevoerd, maar om een verzameling arbitraire credo's aan de geest van een ander op te leggen.)
en
"To construct a society based on caste distinctions, a minimum of two persons is both necessary and sufficient."
(Om een maatschappij te scheppen op basis van kasteverschillen is een aantal van minimaal twee personen zowel noodzakelijk als voldoende.)